# Abdeslam Baraka
Abdeslam Baraka (Tetuán, Marruecos, 5 de mayo de 1955) es político y actualmente abogado en el Ilustre Colegio de abogados de Rabat. Está casado y es padre de dos hijos. Fue Ministro de Relaciones con el Parlamento y Ministro encargado de Asuntos de la Unión del Magreb Árabe (U.M.A) y Embajador del Reino de Marruecos en España, Argentina y Uruguay.

## Biografía
Cursó en Tetuán los estudios primarios y secundarios. Realiza sus estudios superiores en la Universidad Mohamed V de Rabat, obteniendo la Licenciatura en Derecho (opción: Ciencias jurídicas) en 1976. Ese mismo año obtiene el certificado de aptitud para el ejercicio de la profesión de abogado y realiza el cumplimiento del Servicio civil en el Ministerio de Asuntos Exteriores y de cooperación hasta el año 1978.

## Mandatos electorales
Elegido Presidente de la asamblea provincial de TETUAN y LARACHE (1983-1992), 
Diputado nacional por la Provincia TETUAN( 1984-1992). 
Elegido Presidente de la comisión de justicia, legislación y función Pública de la Cámara de Diputados(1986), 
Elegido Presidente de la Comunidad Urbana de TETUAN y Presidente de la Comuna de TETUAN-AZHAR (1992-1997), 
Miembro de la Comisión Nacional del Coloquio de las Colectividades Locales en 1994, 
Reelegido Diputado Nacional por la Provincia de TETUAN (1993-1997)

## Cargos gubernamentales
Nombrado Ministro de Relaciones con el Parlamento del 9 de marzo de 1987 al 31 de julio de 1990, 
Confirmado en el cargo de Ministro de Relaciones con el Parlamento y Nombrado Ministro encargado de Asuntos de la Unión del Magreb Árabe (U.M.A) del 31 de julio de 1990 a agosto de 1992.
Nombrado de nuevo Ministro de Relaciones con el Parlamento del 27 de febrero de 1995 al 13 de agosto de 1997)

## Funciones diplomáticas
Nombrado Embajador Extraordinario y Plenipotenciario de Su Majestad el Rey de MARRUECOS, ante la REPUBLICA ARGENTINA el 25 de febrero de 1998,
Nombrado Embajador Extraordinario y Plenipotenciario de Su Majestad el Rey de MARRUECOS, ante la REPUBLICA ORIENTAL DEL URUGUAY el 30 de abril de 1998.
Nombrado Embajador Extraordinario y Plenipotenciario de Su Majestad el Rey de MARRUECOS, ante Su Majestad el Rey de España del 17 de febrero de 2000 al 30 de octubre de 2004.

## Idiomas
Habla árabe, francés y español, inglés (medio).